# Église San Bernardino alle Ossa
San Bernardino alle Ossa est une église située à Milan (Italie), principalement connue pour abriter une chapelle latérale décorée par un ossuaire de crânes et d'ossements humains.

## Historique
L'origine de cette église remonte à 1145, lorsqu'un cimetière et un hôpital sont construits en face de la basilique Saint-Étienne-le-Majeur. En 1210 un bâtiment est construit pour abriter les ossements provenant du cimetière, près duquel une église est construite. Il a été restauré une première fois en 1679 par Giovanni Andrea Biffi, qui a modifié la façade et décoré les murs de l'ossuaire avec des tibias et des crânes humains.
L'église a été détruite en 1712. L'ossuaire a été remplacé par un nouvel édifice dessiné par Carlo Giuseppe Merlo avec un plan carré et de plus grande taille reflétant la popularité de l'ossuaire. La nouvelle église est reliée à l'ossuaire par un déambulatoire et est consacrée à saint Bernardin de Sienne.

## Architecture
- L'église a un plan octogonal et est décorée selon le style baroque. Les chapelles latérales renferment des peintures du XVIe au XVIIIe siècle.

- L'ossuaire est de forme carrée. La voûte porte une fresque datant de 1695 et due au peintre Sebastiano Ricci, Le triomphe des âmes dans un envol d'anges. Les pendentifs représentent la Vierge Marie, saint Ambroise, saint Étienne et saint Bernard de Sienne.

Les murs sont des niches décorées d'ossements humains dans un style rococo. Les ossements proviennent du cimetière attenant, fermé en même temps que l'hôpital attenant, en 1652. Les portes et corniches de l'ossuaire sont également décorées d'ossements humains. L'ensemble forme des décors de croix et de symboles mortuaires, tout en donnant une impression de délicatesse baroque.
En 1738 le roi Jean V de Portugal a été si impressionné par cette chapelle qu'il en a fait édifier une similaire à Évora, près de Lisbonne.

"
Etude pour Apothéose d'un saint vers 1695, Sebastiano Ricci Cleveland Museum of Art[2]
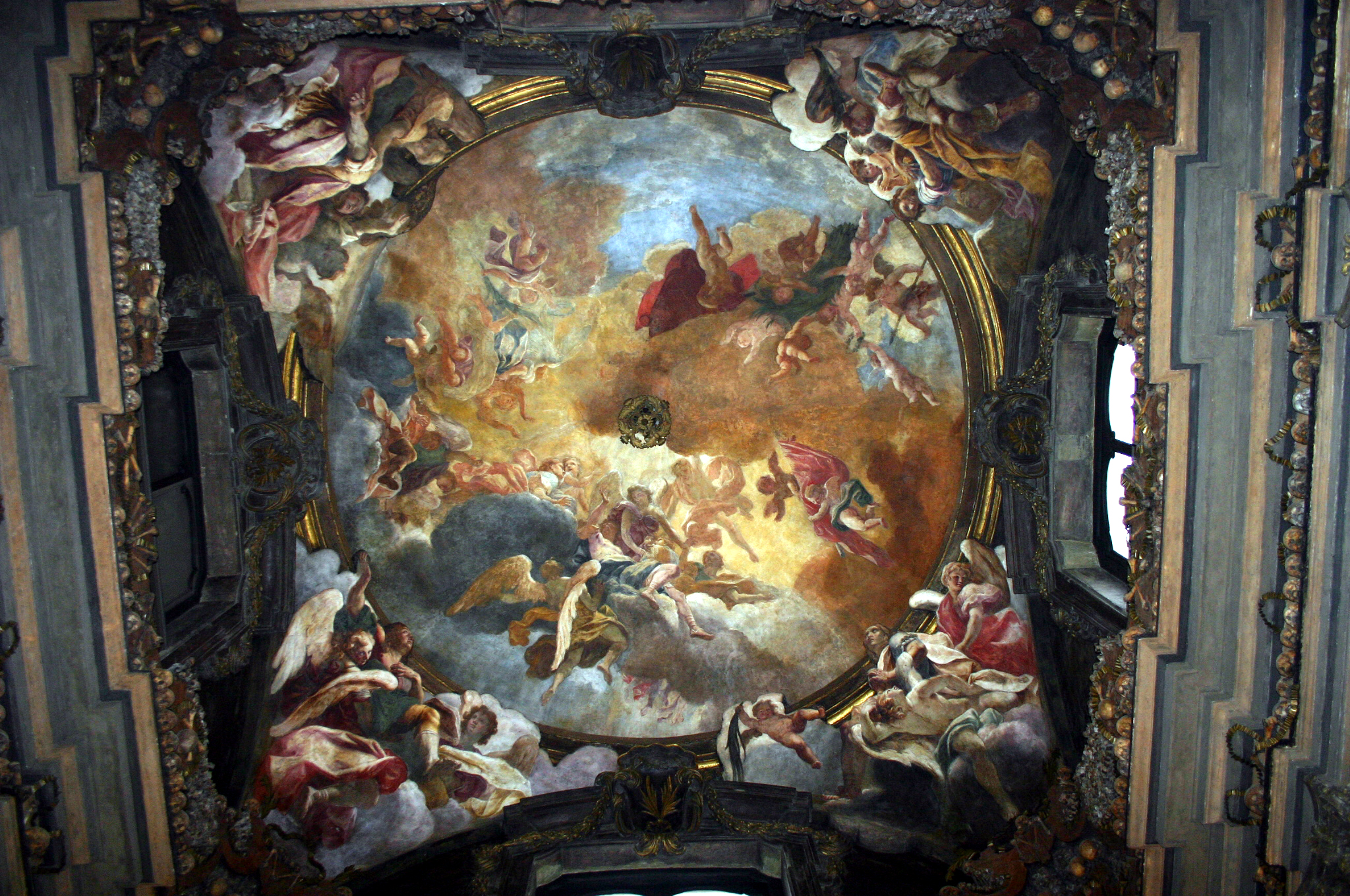
Fresque de la voûte de l'ossuaire
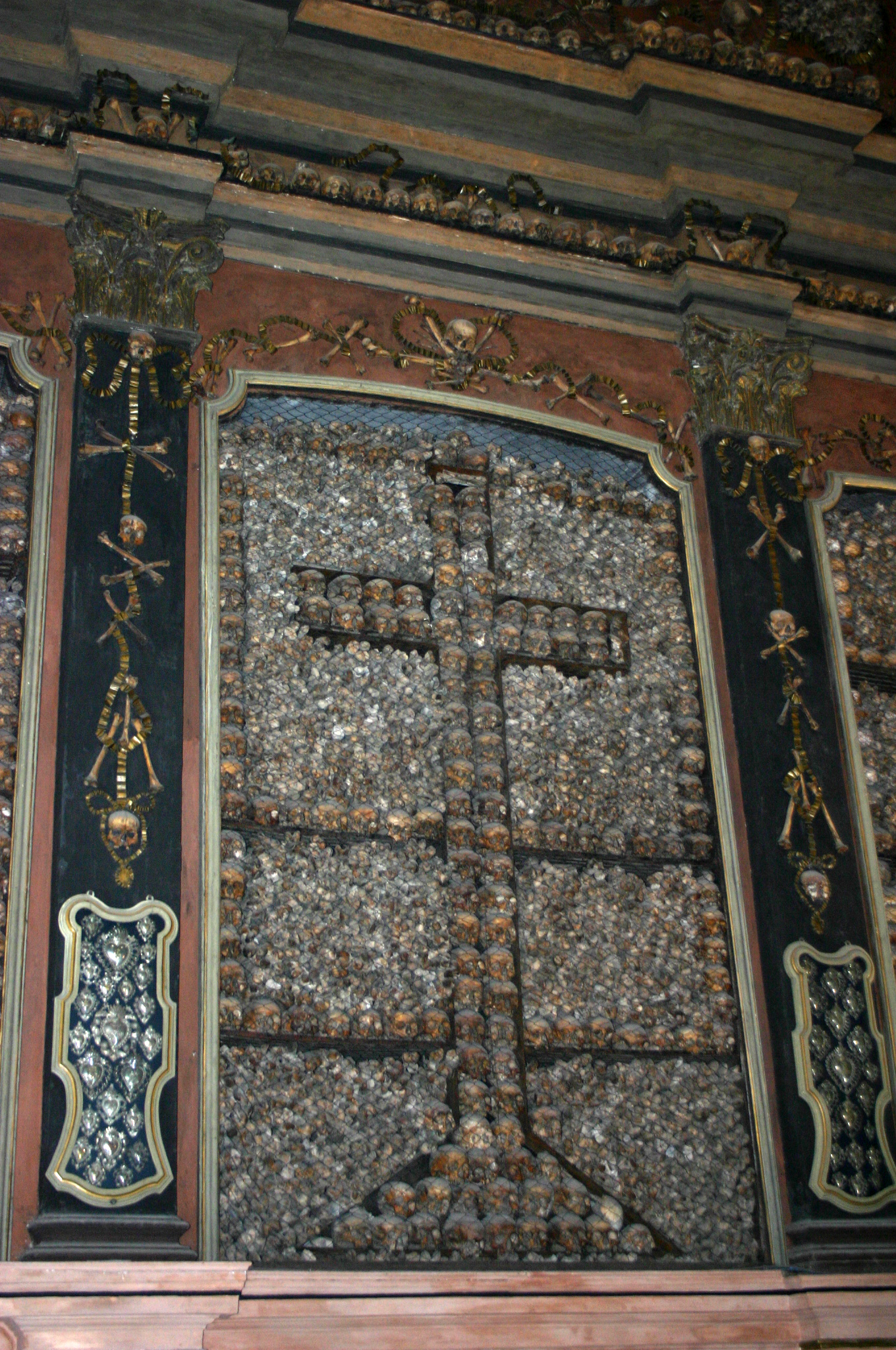
Mur de l'ossuaire
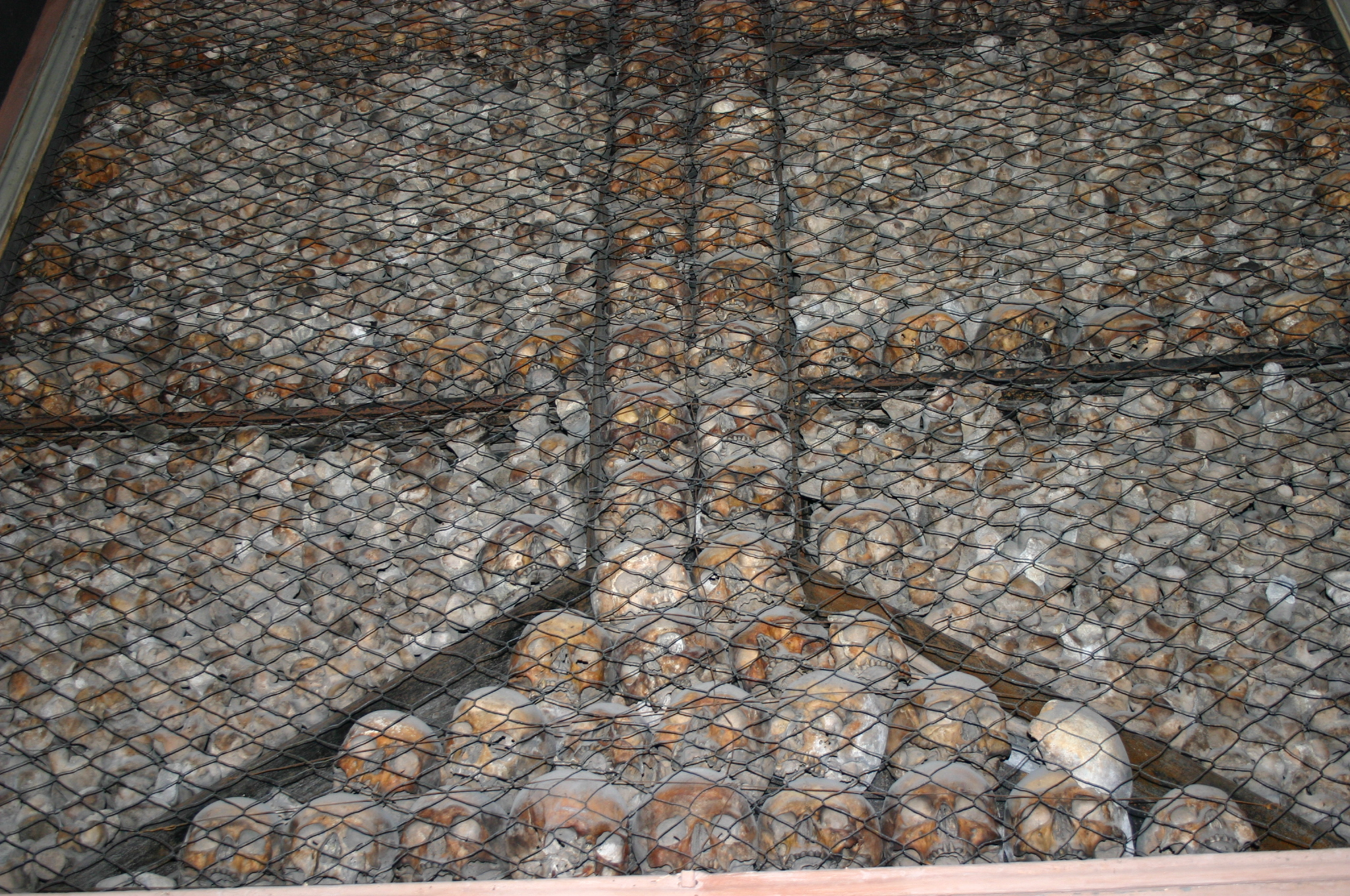
Détail d'une niche
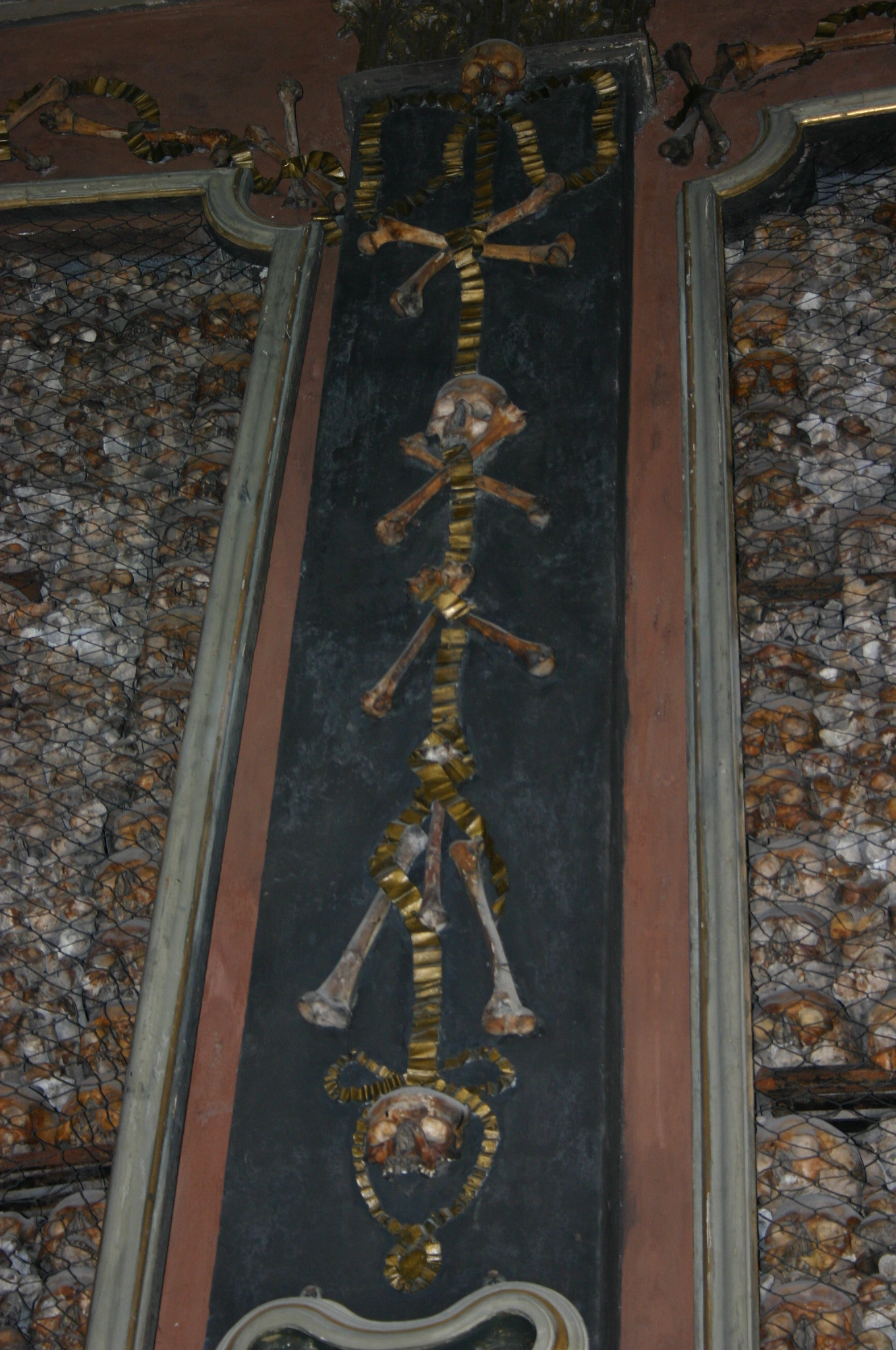
Décoration des boiseries